# Ida Ericson-Molard
Ida Lovisa Wilhelmina Ericson-Molard, född 13 februari 1853 i Stockholm, död 1927, var en svensk skulptör.
Ericson-Molard studerade vid Konstakademien i Stockholm 1872–1880, därefter flyttade hon till Paris där hon gifte sig med statstjänstemannen, komponisten och konstnärsbohemen William Molard. Hon medverkade i Parissalongerna 1885 och 1898 samt i Världsutställningen 1900. Bland hennes noterbara arbeten märks Simson och Delila som belönades som akademiens prisämne 1883, Salome från 1885 samt relieferna Min dotter och En vaggvisa.